# Autos-canons belges
Le Corps expéditionnaire belge des autos-canons-mitrailleuses en Russie est un corps de l'armée belge durant la Première Guerre mondiale, constitué d'automitrailleuses blindées pourvues de canons et de mitrailleuses avec un personnel d'officiers et de soldats belges.

## Historique
Cette formation combat d'abord sur le front de l'Yser, puis, comptant 333 hommes, part en bateau par Brest le 22 septembre 1915 et arrive à Arkhangelsk le 13 octobre. Après des renforts, un total de 444 belges participent à cette expédition.
Ce corps se retrouve aux côtés d'un corps identique envoyé par la Royal Navy et est envoyé se battre contre les Allemands et Austro-Hongrois aux côtés de l'armée impériale russe sur le Front de l'Est en Galicie de fin 1915 à septembre 1917, lors de l'offensive Broussilov puis l'offensive Kerensky.
En Russie, 33 Russes rejoignent ses rangs. Le Corps a 58 véhicules, dont 12 véhicules blindés Minerva, ainsi que 23 motos et 120 bicyclettes. Un seul véhicule blindé est perdu dans la bataille. Onze soldats sont tués au combat, quatre meurent dans d'autres circonstances et quarante sont blessés.
L'épopée de ce petit groupe de soldats belges, envoyés se battre de l'autre côté du continent européen, est inhabituelle notamment en ce qu'ils combattent successivement pour trois nations différentes, et qu'ils doivent effectuer un tour du monde pour rentrer au pays.
En effet, ils combattent dans les rangs russes dans les mois précédant et suivant la Révolution russe, et ensuite ils se retrouvent pris dans la guerre civile russe, et ne peuvent donc rentrer en Belgique par le chemin pris à l'aller, ils rentrent donc en passant par Vladivostok et les États-Unis, où ils sont reçus à San Francisco le 12 juin 1918.
L'unité est dissoute à Eu le 15 juillet 1918.

## Membres
Certaines sources[Lesquels ?] indiquent que les membres n'étaient jamais plus de 900.

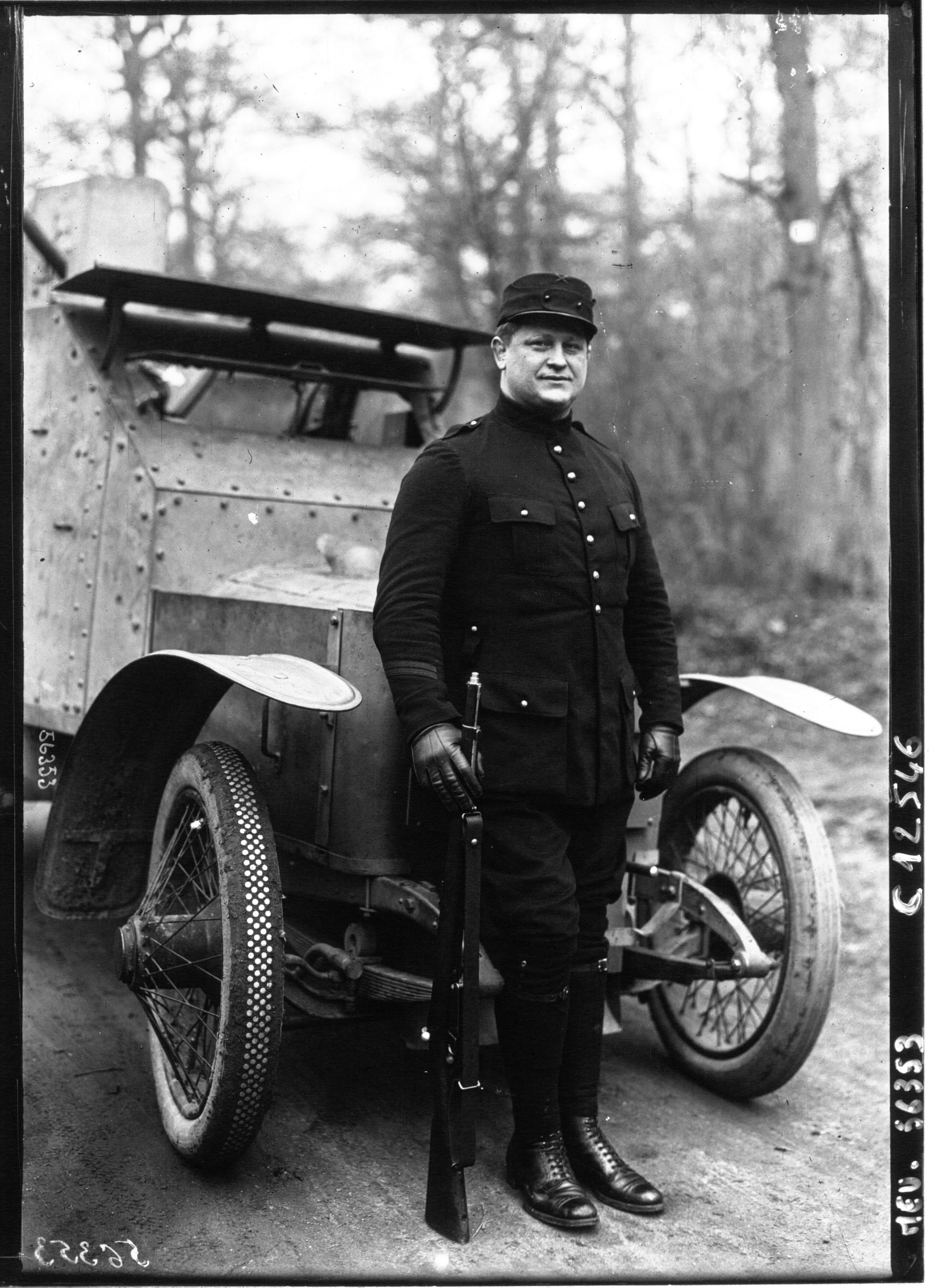
Constant le Marin.

- Henri Herd, dit « Constant le Marin », champion du monde de lutte entre les deux guerres[5].
- Julien Lahaut, président du parti communiste, assassiné en 1950.
- Guy d'Aspremont Lynden, lieutenant.
- Jean de Liedekerke.
- Yves d’Oultremont.
- Achille Vanderstichel, lance la marque Citroën en Belgique et fut président de la Fraternelle ACM de 1933 à sa mort.
- René Rosselt.
- Théo Halleux, important entrepreneur de Liège qui y bâtit les premiers grands immeubles et un des membres fondateurs du Standard de Liège.
- Adolphe Polet, décoré de la croix de Saint-Georges 3e et 4e classe en avril 2025
- Charles Keiffer, Croix de St Georges 1re, 2e, 3e et 4e classe, Croix de Guerre a/palme (AR4751 du 13/09/1917), Médaille de l'Yser (AR 16469 du 04/10/1923)

## Chronologie
- mi-novembre 1914 : arrivée des premiers membres du corps à Calais
- 1er décembre 1914 : arrivée à Paris et date officielle de la formation du corps des ACM
- 26 avril 1915 : arrivée aux Moëres
- 21 septembre 1915 : embarquement sur le s/s Wray-Castle et départ pour la Russie
- 13 octobre 1915 : débarquement à Arkhangelsk
- 20 octobre 1915 : arrivée à Pétrograd et logé à Peterhof
- 6 décembre 1915 : parade pour le Tsar à Tsarkoïe Selo
- mi-janvier 1916 : départ pour la Galicie
- 20 janvier 1916 : arrivée à Volotchisk puis Ternopol et caserné à Zbaraj
- 9 juin 1916 : bataille de Vorobievka (uk)
- 11 août 1916 : bataille de Tsébrov (uk)
- 12 août 1916 : bataille d'Ozerna
- mi-août 1916 : bataille de Zboriv
- septembre 1916 : casernés à Boutchatch
- octobre 1916 : casernés à Kozova et Tchortkov
- fin octobre 1916 : arrivée à Ozerna où ils passent l'hiver
- décembre 1916 : recrutement du 2e contingent
- mi-juin 1917 : arrivée à Boudilov (ru)
- 2 juillet 1917 : bataille de Konioukhy (en)
- 21 juillet 1917 : bataille de Kozova
- août 1917 : retour à Zbaraj
- fin 1917 : retraite et ordre de rapatriement
- décembre 1917 : arrivée à Kiev
- 22 février 1918 : départ de Kiev après avoir « monnayé », sous la forme de vodka artisanale, leur sortie de la ville et laissant derrière eux les autos-canons réduites par leurs soins en pièces détachées
- 25 février 1918 : arrivée à Moscou, utilisation du Transsibérien puis du trans-mandchou[6]
- 28 février 1918 : arrivée à Vologda
- 2 mars 1918 : arrivée à Bouï
- 7 mars 1918 : arrivée à Perm
- 8 mars 1918 : arrivée à Ekaterinbourg
- 10 mars 1918 : arrivée à Omsk
- 16 mars 1918 : arrivée à Krasnoiarsk
- 19 mars 1918 : arrivée à Irkoutsk
- 21 mars 1918 : arrivée à Tchita
- 22 mars 1918 : rappelés à Tchita par Soviet local
- 23 mars 1918 : départ de Tchita
- 27 mars 1918 : arrivée en Mandchourie
- 29 mars 1918 : arrivée à Kharbin
- 18 avril 1918 : départ de Kharbin
- 18 avril 1918 : arrivée à Vladivostok
- 24 avril 1918 : embarquement à Vladivostok sur le s/s Sheridan
- 12 mai 1918 : débarquement à San Francisco
- 20 mai 1918 : à Sacramento
- 20 mai 1918 : à Reno
- 21 mai 1918 : à Salt Lake City
- 22 mai 1918 : à Ogden
- 22 mai 1918 : à Cheyenne
- 23 mai 1918 : à Omaha
- 24 mai 1918 : à Des Moines
- 25 mai 1918 : à Chicago
- 26 mai 1918 : à Detroit
- 27 mai 1918 : à Buffalo
- 28 mai 1918 : à New York
- 15 juin 1918 : embarquement à New York sur le s/s La Lorraine
- 23 juin 1918 : arrivée et débarquement du corps à Bordeaux
- 16 juillet 1918 : rassemblement des troupes au Camp d'Instruction d'Artillerie à Eu et dissolution officielle du Corps

## Documentaires
- 2018 : Le tour du monde des Auto-canons-mitrailleuses réalisé par Bruno Aguila et produit par Frédéric Robbes.
- 2023 : Soldats belges dans l'armée du Tsar réalisé par Françoise Lempereur.

### Ouvrages de référence
- Le Tour du monde en guerre des auto-canons belges, par Marcel Thiry, éd. André de Rache, Bruxelles, 1965.
- Soldats belges à l'armée russe. Récit de campagne d'une auto blindée en Galicie, par Marcel et Oscar Thiry, éd. Printing, 1919.
- 80 000 km d'un soldat belge pendant la guerre, par Constant Stiers, éd. Dandoy, Châtelet, 1934.
- Avec le corps expéditionnaire belge dans la Révolution russe, par le général Semet, revue Hauteclaire, numéro d'avril et de juillet 1934.
- L’Aventure des auto-canons belges en Russie, par le lieutenant-général Semet, Revue belge, 1er mars 1934.
- Ma deuxième mission en Russie pendant la guerre, par le lieutenant-général Semet, Bulletin des sciences militaires, février 1939.
- Mémoire polycopié sur l'odyssée du corps des auto-canons en Russie, par Maurice Rogez, Bibl. du Musée royal de l'armée et d'histoire militaire.
- Collections du périodique de la Fraternelle des Auto-canons, Bibl. du Musée royal de l'armée et d'histoire militaire.
- Reizigers door de Grote Oorlog - De odyssee van het Belgische ACM-pantserkorps 1915-1918 par August Thiry & Dirk Van Cleemput, Davidsfonds, Louvain, 2008, 324 p, avec ill.
- King Albert's Heroes par August Thiry & Dirk Van Cleemput, Houtekiet, 2015, 428 pages & 100 pages photos.
- King Albert's Heroes - A Belgian Armored Corps in Russia and the USA par August Thiry, Ed Benerus/EPO English edition, 2019, 300 p & 200 photos and color drawings.